# Canal Tory
El canal Tory / Kura Te Au es uno de los valles sumergidos que forman los Marlborough Sounds en Nueva Zelanda. Los transbordadores entre islas lo utilizan normalmente como canal principal entre el estrecho de Cook y los Marlborough Sounds.
El canal Tory / Kura Te Au se encuentra al sur de la isla Arapaoa, separándola del continente. En su extremo occidental se une al estrecho de la Reina Carlota, más grande, con el que se encuentra a mitad de camino. Su extremo oriental se une al estrecho de Cook cerca del punto más estrecho del estrecho. El canal tiene 16,8 km de longitud, una anchura media de 1,1 km y una profundidad de hasta 65 m, con una profundidad media de 39,2 m.
El canal Tory / Kura Te Au forma una parte importante de la ruta del ferry entre Wellington y Picton. La erosión atribuida a la estela de los transbordadores, sobre todo de los nuevos más rápidos (ahora [¿cuándo?] descatalogados), ha dado lugar a restricciones de velocidad.
Uno de los dos candidatos a punto más oriental de la Isla del Sur (junto con el cabo Campbell) se encuentra en la entrada del canal Tory. Se llama West Head. 

## Historia
James Cook ancló varias veces en las cercanías, en Ship Cove. Avistó el canal Tory en una exploración en la pinaza de su barco HMS Resolution el 5 de noviembre de 1774. John Guard estableció la primera estación permanente de caza de ballenas en la isla de Arapaoa en 1827, y se dedicó a cazar ballenas en el canal Tory por sus barbas y su aceite. El canal Tory se inspeccionó con precisión en 1840 y recibió el nombre del buque Tory de la Compañía Neozelandesa, un barco pionero que llevó a los colonos británicos a Wellington. En esa época ya funcionaban estaciones balleneras en la bahía de Te Awaiti. Entre 1911 y 1964, la familia Perano cazó ballenas desde la bahía de Whekenui. Las ballenas jorobadas eran avistadas desde las colinas de la entrada del canal Tory durante su migración por el estrecho de Cook. La Estación Ballenera de Perano fue la última operación ballenera en Nueva Zelanda y cerró en 1964.
El nombre del Canal Tory se modificó oficialmente a Canal Tory / Kura Te Au en agosto de 2014.

## Energía mareomotriz
Energy Pacifica planeó instalar hasta diez turbinas submarinas de corriente mareomotriz, cada una capaz de producir hasta 1,2 MW, cerca de la entrada del estrecho de Cook en el canal Tory. Afirmaban que el canal Tory tenía flujos de marea de 3,6 metros por segundo con buena batimetría y acceso a la red eléctrica. Otros diseños preveían hasta 50 turbinas, pero hay incertidumbres sobre los caudales, la zona está a unos 15 km de la estación de transmisión HVDC Inter-Island en Fighting Bay (Ōraumoa) y un cálculo realizado en 2013 sugería que era improbable un rendimiento económico.